# Mece
Mece – wieś w Chorwacji, w żupanii osijecko-barańskiej, w gminie Darda. W 2011 roku liczyła 882 mieszkańców.